# Alfred Müller (Forstwissenschaftler)
Alfred Johannes Albin Müller (* 17. Juli 1874 in Leipzig; † 1. November 1955 in Tharandt) war ein deutscher Forstwissenschaftler sowie Hochschullehrer.

## Leben
Alfred Müller legte 1894 das Abitur am Nikolai-Gymnasium seiner Heimatstadt Leipzig ab. Nach dem Militärdienst wandte er sich im Folgejahr dem Studium der Forstwirtschaft an der Königlich Sächsischen Forstakademie Tharandt zu; 1898 absolvierte er die Forstreferendar-Prüfung, 1901 legte er die Staatsprüfung für den Höheren Forstdienst ab. Nach Einsätzen als Forsteleve in den Staatsforstrevieren Hirschberg/Vogtland sowie Zwenkau im Jahr 1894, bekleidete Alfred Müller nach bestandener Forstreferendar-Prüfung, Forstreferendarstellen in Reitzenhain, anschließend in Hohnstein, zuletzt in Tharandt. Nach der erfolgreich abgelegten Staatsprüfung für den Höheren Forstdienst wurde Alfred Müller zum Förster bei der Fürstlichen Schönburger Forstinspektion Waldenburg bestellt; 1905 übersiedelte er als Forstinspektor nach Koblenz, im darauffolgenden Jahr übernahm er eine Stelle als Hilfsbeamter im Forstamt Johanngeorgenstadt.
Im Jahr 1909 wechselte Alfred Müller auf die Position des Forstsachverständigen zur Firma Hülsberg & Co nach Charlottenburg; zeitgleich nahm er das Studium der Meteorologie sowie des Wehr- und Flussbaus an der TH Berlin-Charlottenburg auf. Im Jahr 1912 wechselte er wieder in den sächsischen Forstdienst; in der Funktion eines Hilfsbeamten wurde er dem Forstamt Kottenheide zugeteilt. Nachdem Alfred Müller im Ersten Weltkrieg als Soldat gedient hatte, erhielt er 1919 eine Stelle als Revierförster des Staatsforstreviers Erlbach/Erzgebirge. 1947 folgte er dem Ruf als Lehrbeauftragter und nichtplanmäßiger Professor für Forstnutzung mit Lehrauftrag an die Fakultät für Forstwirtschaft der TH Dresden; ein Jahr später wurde er zum ordentlichen Professor sowie Direktor des Instituts für Forstnutzung befördert, 1951 legte er diese Funktionen nieder. Zuletzt füllte er dort bis 1955 einen Lehrauftrag aus. Alfred Müller, einer der führenden Forstwissenschaftler Deutschlands seiner Zeit, verstarb Anfang November 1955 81-jährig in Tharandt.

## Publikationen
- Grundriss der Forstnutzung, Deutscher Bauernverlag, Berlin, 1955
- Grundriss der forstlichen Wasserwirtschaft, Deutscher Bauernverlag, Berlin, 1955